# Hesperocyclops herbsti
Hesperocyclops herbsti – gatunek widłonoga z rodziny Cyclopidae. Opisali go w 1987 roku brazylijscy biolodzy Carlos Eduardo Falavigna da Rocha i Maria Helena Gonzaga de Carvalho Bjornberg. Miejsce typowe to Brazylia, stan São Paulo, Guaraú, w pobliżu Peruíbe. Okazy typowe znaleziono na terenie mieszkalnym, w rowie ze stojącą, płytką wodą i dużą ilością nitkowatych alg. 